# Котаракът в чизми (филм, 2011)
„Котаракът в чизми“ (на английски: Puss in Boots) е американски компютърно-анимационен филм от 2011 г. Режисьорът е Крис Милър. Продуцентът е Джо Агилар и Латифа Уау. Сценаристите са Брайън Линч, Дейвид Стейнберг, Том Уелер, Джон Зак. Базиран е от приказка на Шарл Перо. Създаден е от DreamWorks Animation и Paramount Pictures.